# Nghiên cứu của NASA

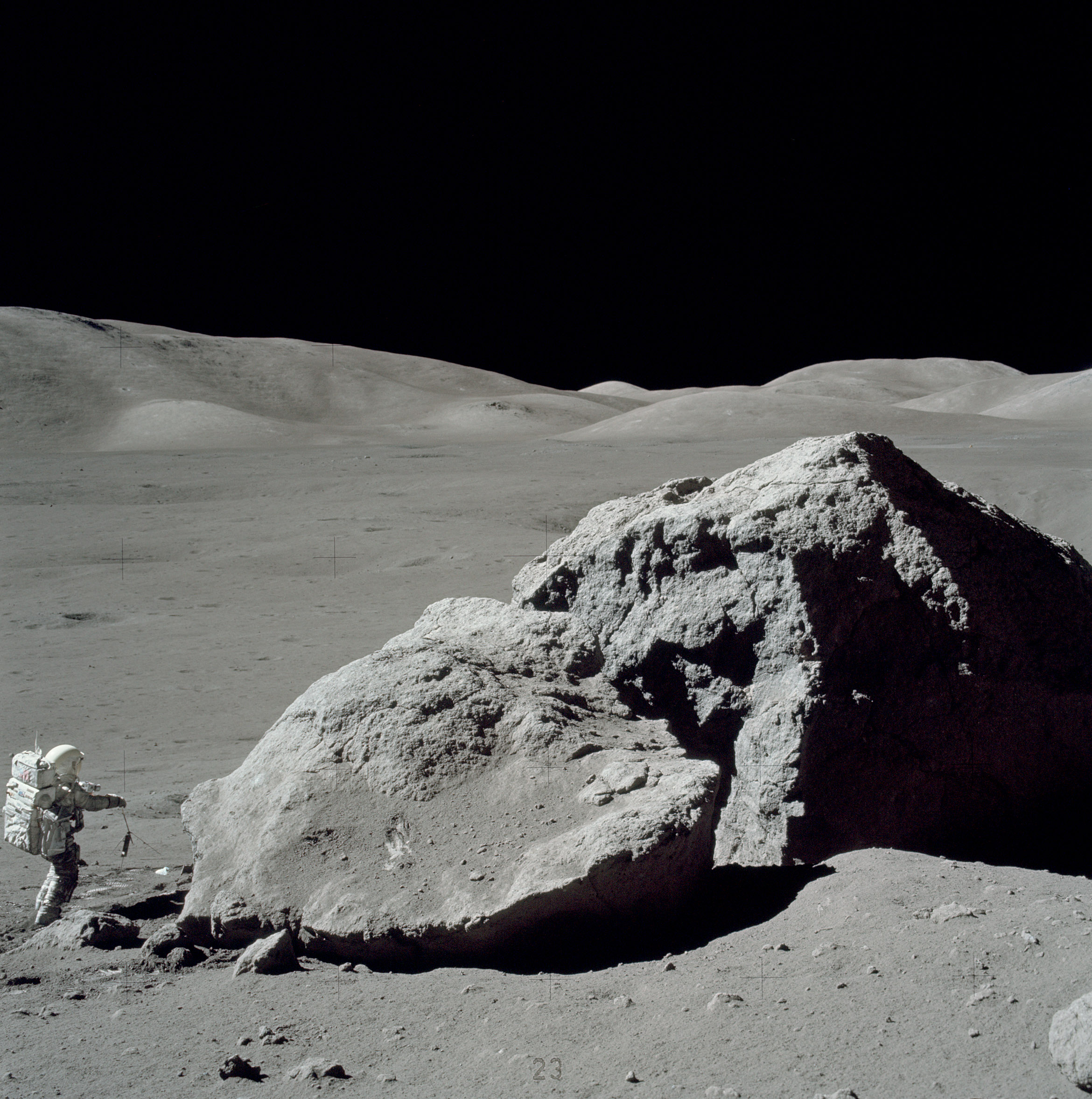
Phi hành gia Apollo 17 Harrison Schmitt đứng cạnh một tảng đá tại Taurus-Littrow.

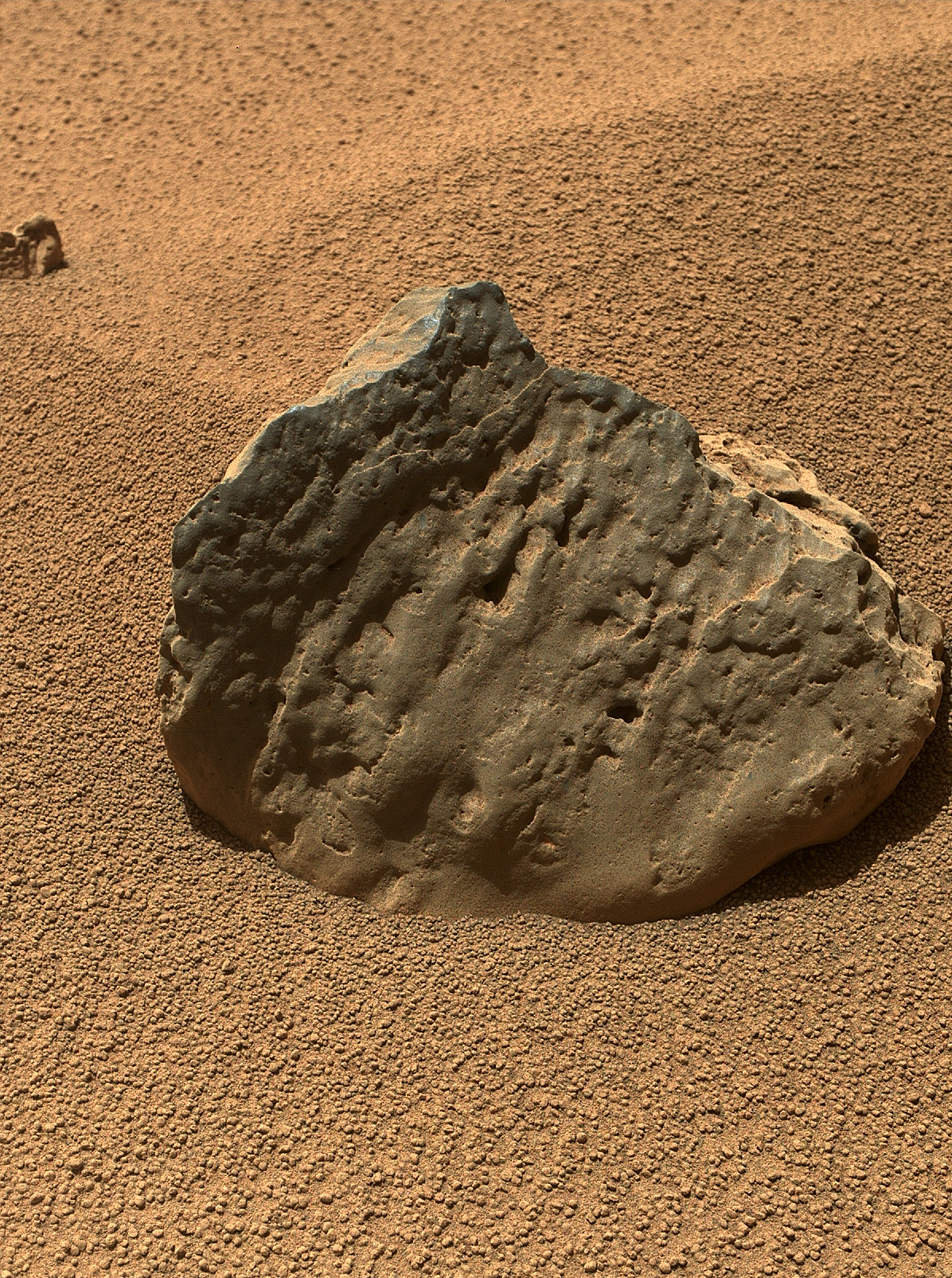
Đá sao Hỏa, được xem bởi một tàu vũ trụ sao Hỏa chạy bằng năng lượng hạt nhân vào năm 2012

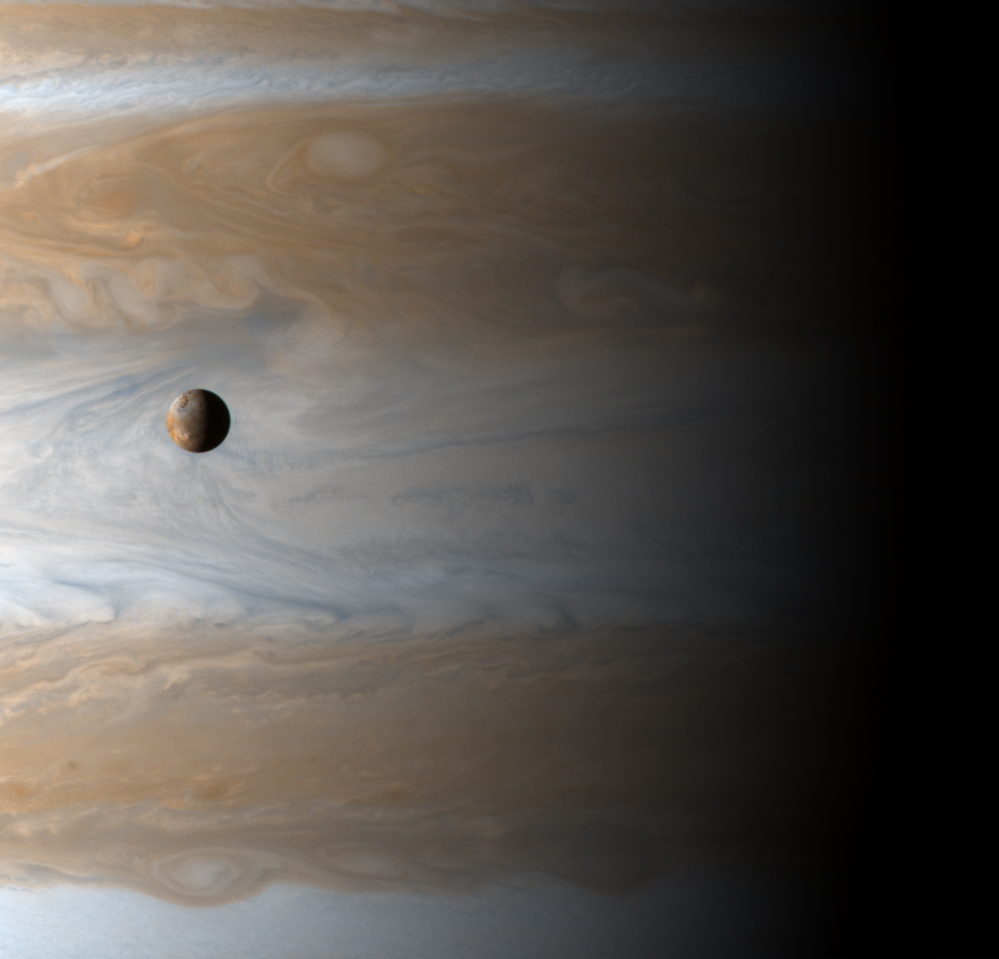
Hình ảnh chụp được của sứ mệnh Cassini-Huygens về Sao Mộc và mặt trăng Io của nó vào ngày 1 tháng 1 năm 2001

Kể từ khi thành lập năm 1958, NASA đã tiến hành nghiên cứu về một loạt các chủ đề. Do cấu trúc độc đáo của nó, công việc xảy ra tại nhiều 'trung tâm xuất sắc' và các lĩnh vực nghiên cứu khác nhau được tập trung ở các trung tâm đó. Tùy thuộc vào công nghệ, phần cứng và chuyên môn cần thiết, nghiên cứu có thể được tiến hành trên một loạt các trung tâm. Điểm nổi bật của nghiên cứu được thực hiện bởi cơ quan vũ trụ Hoa Kỳ bao gồm:

## Dược phẩm trong không gian
Một loạt các nghiên cứu y tế quy mô lớn đang được Viện nghiên cứu y sinh không gian quốc gia (NSBRI) tiến hành trong không gian. Nổi bật trong số này là Siêu âm Chẩn đoán Nâng cao trong Nghiên cứu Trọng lực, trong đó các phi hành gia (bao gồm cựu Chỉ huy ISS Leroy Chiao và Gennady Padalka) thực hiện quét siêu âm dưới sự hướng dẫn của các chuyên gia từ xa để chẩn đoán và có khả năng điều trị hàng trăm bệnh trong không gian. Thông thường không có bác sĩ trên Trạm vũ trụ quốc tế, và chẩn đoán các điều kiện y tế là một thách thức. Các phi hành gia dễ gặp phải một loạt các rủi ro về sức khỏe bao gồm bệnh suy giảm, barotrauma, suy giảm miễn dịch, mất xương và cơ, không dung nạp đứng do mất thể tích, rối loạn giấc ngủ và tổn thương do phóng xạ. Siêu âm cung cấp một cơ hội duy nhất để theo dõi các điều kiện này trong không gian. Các kỹ thuật của nghiên cứu này hiện đang được áp dụng để điều trị các chấn thương thể thao chuyên nghiệp và Olympic cũng như siêu âm được thực hiện bởi các nhà điều hành không chuyên gia trong các quần thể như học sinh y tế và trung học. Người ta dự đoán rằng siêu âm có hướng dẫn từ xa sẽ có ứng dụng trên Trái đất trong các tình huống chăm sóc khẩn cấp và chăm sóc nông thôn, trong đó việc tiếp cận với một bác sĩ được đào tạo thường rất hiếm.

## Bốc hơi muối và quản lý năng lượng
Trong một trong những dự án phục hồi lớn nhất của Mỹ, công nghệ của NASA giúp chính phủ tiểu bang và liên bang lấy lại 15.100 mẫu Anh (61 km2) các hồ bốc hơi muối ở vịnh Nam San Francisco. Cảm biến vệ tinh được các nhà khoa học sử dụng để nghiên cứu ảnh hưởng của sự bốc hơi muối đối với hệ sinh thái địa phương.
NASA đã bắt đầu Chương trình tiết kiệm năng lượng và tiết kiệm nước như một chương trình toàn cơ quan nhằm ngăn chặn ô nhiễm và giảm sử dụng năng lượng và nước. Nó giúp đảm bảo rằng NASA đáp ứng các trách nhiệm quản lý liên bang đối với môi trường.